# Isidor Harsieber
Isidor Harsieber (* 19. August 1891 in Kranichberg; † 20. Dezember 1964) war ein österreichischer Landwirt und Politiker (ÖVP). Harsieber war 1949 Abgeordneter zum Landtag von Niederösterreich.

## Leben
Harsieber besuchte nach der Volksschule die landwirtschaftliche Fachschule Feldsberg und leistete zwischen 1913 und 1918 seinen Militärdienst ab. Zudem war Harsieber in italienischer Kriegsgefangenschaft. Harsieber übernahm 1926 eine Landwirtschaft und war in der Folge als Landwirt in Gloggnitz tätig. Harsieber wurde der Berufstitel Ökonomierat verliehen.

## Politik
Harsieber engagierte sich in der Lokalpolitik und war ab 1923 Gemeinderat in Gloggnitz. Zwischen 1934 und 1938 hatte er das Amt des Bürgermeisters inne, nach dem Zweiten Weltkrieg war er von 1945 bis 1960 Vizebürgermeister. Zudem hatte Harsieber 1946 die Funktion des Bezirksbauernobmanns inne und war von 1947 bis 1951 ÖVP-Bezirksparteiobmann. Zwischen dem 19. Mai 1949 und dem 5. November 1949 vertrat Harsieber die ÖVP im Niederösterreichischen Landtag. 